# Borsiczky Dénes
Borsici Borsiczky Dénes (Nagykároly, 1806. október 5. – Pozsony, 1853. július 23.) jogász, Pozsonyi Akadémiai tanár.

## Élete
Apja ügyvéd és a gróf Károlyiak uradalmának felügyelője volt; a gimnáziumot 1815–1821. Pesten a Piarista rendieknél végezte; a jogot Bécsben és Pesten hallgatta; 1827. július 15.-én jogi doktor, 1828-ban ügyvéd lett. Előbb a királyi ügyigazgatóságnál működött. Rövid időn át 1834-ben a pesti egyetemen a római, a büntető és hűbéri jog ideiglenes előadója volt; 1834. szeptember 9-ével Pozsonyba került mint a politikai tudományok, váltó- és kereskedelmi jog és a tiszti irásmód tanára; ezt a tisztét haláláig viselte. Vagyonának egy részét a Magyar Tudományos Akadémiára hagyta, amely ezt a tettét azzal hálálta meg, hogy felette, noha tagja nem volt, 1854. május 1.-jén emlékbeszédet mondatott Pauler Tivadarral.

## Művei
- Adm. rev. patri directori et rev. patribus professoribus. offert. Pesthini, 1821. (Tanulótársai nevében mondott beszéd.)
- Positiones ex universa jurisprudentia et scientiis politicis. Uo. 1827.